# کامران عدل
کامران عدل (زاده ۲۰ امرداد ۱۳۲۰ در تهران) عکاس و بنیان‌گذار عکاسی مدرن ایران است که حاصل سال‌ها عکاسی او کتاب‌های آنان که خاک را به نظر کیمیا کنند، اجرای نقش در کاشی‌کاری ایران، بازارهای ایرانی، خط بنایی، سفارت ایتالیا در تهران، گذری به چهارمحال‌وبختیاری، و یاد باد، آن روزگاران یاد باد (معماری شیراز) است.

## زندگی‌نامه
کامران عدل فرزند احمدحسین عدل و هما ضیاالملوک والی در ۲۰ امرداد ۱۳۲۰ در تهران به دنیا آمد. اجداد پدریش از اهالی تبریز و اجداد مادری از بسطام بودند. خاندان عدل خدمات گسترده و شایانی در تاریخ ایران داشته‌اند. پدربزرگش پدری اش میرزا مسعود عدل‌الملک و جد پدریش سید حسن عدل‌الملک از ثروتمندان و ملاکین آذربایجان بودند. یکی از پسرعموهای پدرش یحیی عدل، پدر جراحی نوین ایران بود و پسرعموی پدربزرگش مصطفی عدل، بنیان‌گذار دادگستری نوین در ایران بود. همین‌طور برادرش شهریار عدل (۱۳۲۲ در تهران- ۱۳۹۴ در پاریس) باستان‌شناس ایرانی، کارشناس تاریخ هنر و معماری و کارشناس پرونده‌های ثبت میراث جهانی در ایران بود. و پدر بزرگ مادریش سردار همایون و جد مادریش علی‌خان والی بود که او نیز به عکاسی بسیار علاقه‌مند بود و بیش از هزار عکس از وی باقی مانده است که در آرشیو دانشگاه هاروارد نگهداری می‌شود. خاندان والی نیز در تاریخ این سرزمین منشأ تأثیرات و تحولات بزرگی بوده‌اند.
کامران عدل از کودکی به عکاسی علاقه‌مند شد همان‌گونه که خودش نقل می‌کند اولین عکس خود را در سن ۱۲ سالگی در سفر خانوادگی با قطار از ایستگاه راه‌آهن قم با دوربینی که پدرش تحت‌تأثیر علاقه و اشتیاق زیاد او به عکاسی برایش خریداری کرده بود گرفت که همین عکس در نمایشگاه عکس «آمال و آرزوهای نیامده و برباد رفته» که نمایشگاهی به مناسبت شصتمین سال حرفه‌ای شدنش به عنوان اولین عکس ایشان در سال ۱۳۳۲ خورشیدی در گالری اعتماد به نمایش گذاشته شد.
او در سال ۱۳۳۸ خورشیدی در سن ۱۷ سالگی آنچنان که از دو نسل قبل‌تر در خاندان عدل مرسوم بود جهت ادامه تحصیل راهی پاریس شد و در هنرستان صنعتی پاریس Certificat d'aptitude professionnelle تحصیل کرد و با عکاسی مدرن و تکنولوژی روز عکاسی دنیا آشنا شد و آموزش دید. او پس از اخذ دیپلم هنرستان، در بزرگ‌ترین مجموعه لابراتوارهای ظهور و چاپ عکس اروپا به‌نام «هامل» مشغول کار شد و در بخش چاپ عکس‌های بزرگ متری به کار پرداخت. پس از شش ماه کار نزد هامل، به‌دستیاری ژاک روشون به عکاسی مُد پرداخت.
عدل در سال ۱۳۴۷ به‌دعوت «سازمان رادیو تلویزیون ملی ایران» که تازه تأسیس شده بود، به تهران آمد و مدیر گروه عکاسی سازمان شد و به تدریس عکاسی در «مدرسه عالی سینما و تلویزیون» پرداخت و سیستم عکاسی را در تلویزیون ملی و در عکاسی ایران با آوردن تکنولوژی روز دوربین/فیلم و ساختن لابراتوار مدرن چاپ عکس متحول کرد. وی عنوان نخستین کارگردان بخش عکس و عکاسی تلویزیون ملی ایران را یدک می‌کشد. همکاری او با مدرسهٔ عالی، به‌خاطر بحث‌های سیاسی مطرح در آن مدرسه، بیش از یک سال به درازا نکشید و از آن پس او انرژی خود را فقط معطوف به کارهای سازمان تلویزیون ملی ایران و تربیت کادر آتی سازمان کرد. در ۱۳۵۰، دانشجویان مدرسه عالی دست به اعتصاب گسترده‌ای زدند و خواستار مراجعت کامران عدل به‌مدرسه عالی شدند. از آنجا که وظایف او در این مدت به‌شدت افزایش یافته بود، کامران عدل، ضمن سرپرستی دروس و کارهای عملی دانشجویان، امر تدریس را به آقای علی فرزانه، یکی از همکارانش واگذار کرد. این وضعیت تا زمان استعفای او از سازمان در اسفند ۱۳۵۳ ادامه داشت.و از سال ۱۳۵۳ تاکنون به صورت عکاس مستقل فعالیت می‌کند.
کامران عدل در دوران خدمتش در تلویزیون ملی ایران، در تمام زمینه‌های عکاسی فعالیت داشت و بنیان‌گذار عکاسی نوین خبری، عکاسی نوین صحنه (تلویزیونی، تأتر، سینما و جشن هنر شیراز)، عکاسی نوین معماری و اجتماعی شد. آرشیو سازمان را، بر متدهای نوین بنیان گذاشت و سرانجام به‌خاطر روابط نامساعدی که در سازمان به‌وجود آمده بود از سازمان رادیو تلویزیون ملی ایران استعفا داد.
از همان سال او به دعوت فیروز شیروانلو از مجموعه‌های ایرانی ازجمله فرش، کاشی و ق‍باله‌های ازدواج و جشن هنر شیراز و… برای دفتر مخصوص شهبانو فرح پهلوی عکاسی کرده است.
همچنین او با توجه به علاقه شخصی از مناطق مختلف ایران، عشایر ایل بختیاری، مراسم مذهبی، تئاتر، معماری و… نیز عکاسی کرده است.
از ۱۳۵۸، همکاری خود را با «بنیاد فرهنگی آقاخان»، که تازه تأسیس شده بود آغاز کرد و به‌عنوان عکاس هیئت داوران جایزه معماری آقاخان و همچنین عکاسی از شهرهای مختلف جهان اسلام، فعالیت کرد که این همکاری، همچنان ادامه دارد.

## ماجرای علاقه‌مند شدن کامران عدل به عکاسی
کامران عدل دربارهٔ علاقمند شدنش به عکاسی گفته است: ۱۲ ساله بودم که یک شب سرد و طوفانی با یکی ازاقوامم حسین عدل برای دیدن آقای مصباح زاده رفتیم روزنامه کیهان، انگارجایی سیل آمده بود و خرابی به بار آورده بود، عکاس روزنامه آقای سجادپور هم برای عکاسی ازمنطقه سیل زده داشت وسائلش را آماده می‌کرد. برای من بسیارجالب بود که در چنین هوایی که همه سعی دارند خودشان را به خانه برسانند، تازه‌کار این عکاس شروع شده. آنجا بود که علاقمند به عکاسی شدم.وقتی در ۱۳۳۲، با احساسی ماجراجویانه و کودکانه تصمیم گرفتم که عکاس شوم، فقط ۸سال از پایان جنگ دوم جهانی گذشته بود. جنگی که تمام اروپا، قسمتی از اتحاد جماهیر شوروی و شرق آسیا را ویران کرده بود. جنگ را خودم احساس کرده بودم، وقتی «سالدات» های روسی در محل «کاروانسرا سنگی» جلوی ماشین‌ها را می‌گرفتند و از سرنشینان آنها، درخواست پاسپورت و «ویزا» می‌کردند. ولی آن تکه جنگ را، با آن همه کشته و ویرانی احساس نکرده بودم. به این ترتیب، عکاسی ایران در آن دوران، در برهه ۱۹۳۵متوقف شده بود و بعد از آن، عکاسی در تمام جهان، به‌حال «ایست» درآمده بود؛ زیرا که بهترین دوربین‌ساز جهان یعنی «لایکا» و بهترین «عدسی» ساز جهان یعنی «زایس»، هر دو در آلمان بودند و آلمان ویران شده بود. در نتیجه، برای من، بعد از جدالی که کم از همان جنگ جهانی دوم نداشت، چون مادرم مخالف بود. یک دوربین اسقاط برایم خریدند و من، در همان ۱۲سالگی و با همان دوربین اسقاط عکس‌هایی گرفتم که امروز بعد از ۶۰سال، به آنها افتخار می‌کنم. ۸سال بعد در پاریس، اولین دوربین تک‌لنزی جهان را که ساخته کارخانه زایس بود، خریدم. اسمش «کونتافلکس» بود. با همان دوربین که رویش یک‌نیمه دوربین شکاری نصب می‌شد و حالت «تله ابژکتیو» به آن می‌داد، از مسابقه قایقرانی ۶ ساعته رودخانه «سن» در پاریس عکاسی کردم. هنوز وارد مدرسه عکاسی نشده بودم. متأسفانه، این دوربین مجهز به یک دریچه «سانترال» بود که مانع تعویض عدسی روی آن می‌شد. بعد از ۲سال سلطنت، «کونتافلکس» با ورود دوربین‌های پرده‌ای به بازار، از اریکه سلطنت پایین کشیده شد. دوربین‌های پرده‌ای خیلی سریع جهان را به تسخیر خودشان درآوردند. عکاسان آزاد شده بود و در همین دهه ۶۰میلادی، انقلاب نوین عکاسی در اروپا و آمریکا آغاز شد. عکاسیِ «سردست» (Snap shot). بی‌درنگ، ۲تا از این دوربین‌ها را خریدم. در این نوع عکاسی، عکاس باید دارای حس آینده‌نگری، نگاه تیز و رفلکس بسیار تند و شدیدی باشد. در این نوع عکاسی، چیدمان موضوع و کادراژ مجدد (Crap)، ممنوع است. به همین علت بود که وقتی من در ۱۳۴۷ به ایران مراجعت کردم، با داشتن این توانایی‌ها، توانستم همان شب استخدامم در سازمان تلویزیون ملی ایران، از یک برنامه «شو»، عکاسی کنم؛ با دوربین‌های خودم و با فیلم‌هایی که از پاریس همراه خودم آورده بودم. با در دست داشتن این دوربین‌ها، که در آن زمان در ایران شناخته نشده بودند، عکاسی خبری ایران را متحول کردم و با در دست داشتن وسیله‌ای چون تلویزیون، با میلیون‌ها تماشاچی، نگاه مردم را، بدون آن‌که خودشان متوجه بشوند، تغییر دادم. امروز، سلیقه مردم ایران در احساس رنگ و کنتراست، همان چیزی است که من در ۱۳۴۷، وارد جوهر وجودشان کردم…

## آثار
کامران عدل در طول زندگی حرفه ای اش در زمینه‌های مختلف و متعددی به فعالیت پرداخته و می‌پردازد. من جمله عکاسی، نویسندگی، برگزاری نمایشگاه‌ها، و…

## عکاسی
- عکاسی شهری پاریس ۱۹۶۵–۱۹۶۲
- عکاسی مد پاریس ۱۹۶۸–۱۹۶۲
- عکاسی در تلویزیون ملی ایران ۱۹۷۴–۱۹۶۸
- عکاسی تیاتر ۱۹۷۴–۱۹۶۸
- عکاسی خبری-جشن هنر شیراز ۱۹۷۱
- عکاسی ورزشی- بازی‌های آسیایی تهران ۱۹۶۷
- عکاسی مراسم مذهبی و تعزیه خوانی ۱۹۷۸–۱۹۶۸
- عکاسی در دفتر مخصوص شهبانو فرح پهلوی ۱۹۷۹–۱۹۶۸
- عکاسی بارگاه امام رضا به شیوه عکاسی مدرن ۱۹۷۱–۱۹۶۹
- عکاسی پرتره در استودیوی شخصی ۱۹۷۹
- عکاسی برای جایزه داوری معماری بنیاد آقاخان ۲۰۰۶–۱۹۸۰
- عکاسی اجتماعی آفریقا با نگاهی زیبایی شناسانه ۱۹۸۹–۱۹۸۳
- عکاسی صنعتی - پروژه شرکت هیدرو و… ۱۹۸۵–۱۹۸۳
- عکاسی پروژه کتاب تهران ۱۹۸۹–۱۹۸۵
- عکاسی معماری 1962-present
- عکاسی بارگاه حضرت معصومه-قم ۱۹۸۵

```
موضوعات عکاسی
```

یکی از این زمینه‌ها عکاسی تئاتر بود. او پس از اتمام تحصیلاتش و به محض ورود به ایران با دوربین هاسلبلاد شخصیش از تئاترهای در حال ضبط در استودیوهای تلویزیون عکاسی کند. حجم گستردهٔ کار او را وادار می‌کند بر تعداد همکارانش افزوده و بخش عکاسی رادیو تلویزیون ملی ایران را هر روز گسترده و گسترده‌تر کند. از جملهٔ همکاران عدل در این دوره می‌توان از مریم زندی نام برد که توسط عدل آموزش داده شده و بعدها خود جزو عکاسان صاحب‌نام ایران شد. عدل از تجربهٔ عکاسی تیاتر در ایران چنین می‌گوید. عکاسی تئاتر در ایران از آغاز تا به امروز فراز و نشیب‌های بسیار داشته و مراحل مختلف را پشت سر گذاشته است که بررسی ویژگی‌های هر دوره می‌تواند روشنگر تعاریف، کارکردها و چالش‌های خاص عکاسی تئاتر در آن دورهٔ خاص بوده و چراغ راه اکنون ما باشد.
برای بازبینی و واکاوی عکس‌های تئاتر کامران عدل ابتدا باید به شرح مختصری از گذشتهٔ این کار در ایران پرداخت تا به این وسیله پی برد که عکس‌های عدل در کدام ظرف زمانی و مکانی قرار گرفته و حائز چه ویژگی‌های منحصر به فرد و قابل توجهی هستند.
در واقع پیش از عدل و هم نسلان او عکس تئاتر، کاملاً ایستا بود یعنی عکاس در شرایط کنترل شده و با چیدمان نور و بازیگر به عکاسی از صحنهٔ تئاتر می‌پرداخت اما بعد از این تاریخ عدل و هم‌نسلانش به عکاسی پویا از تئاتر روی آوردند؛ یعنی در این دوره هیچ بازیگری به فرمان عکاس و برای ثبت شدن در عکس، فیگور یا ژست خاصی نمی‌گرفت بلکه عکس‌های صحنه و پشت صحنه همواره در جریان فعالیت عادی و معمولی بازیگران و عوامل نمایشی تهیه می‌شد و از نورپردازی‌های کنترل شده و دخالت مستقیم عکاس در شکل‌گیری عکس معمولاً خبری نبود.
در واقع با عوض شدن تعریف عکس تئاتر به لحاظ مفهومی و تکنیکی، در این دوره شاهد افزایش بیشتر وجه مستند در عکس‌های تئاتر هستیم. در بررسی اجمالی عکس‌های تئاتر این دوره و به ویژه عکس‌های تئاتر کامران عدلمشاهده می‌شود که عکاس علاوه بر انجام وظیفهٔ اصلی خود که مستند کردن رویداد نمایشی است به ثبت اتفاقات پشت صحنه، تماشاچیان و زندگی آدم‌های حاضر در جریان تئاتر نیز می‌پردازد. عدل برخلاف اغلب عکاسان پیش از خود که به صورت تجربی به عکاسی (عکاسی تئاتر) می‌پرداختند، از طریق آموزه‌های آکادمیک با هنر عکاسی آشنا شد. او دانش‌آموختهٔ رشتهٔ عکاسی در فرانسه بوده و در شاخه‌های مختلف عکاسی طبع‌آزمایی کرده است. عکس‌های تئاتر عدل اغلب مربوط به دهه‌های ۴۰ و ۵۰ شمسی هستد یعنی مقارن با وقتی که او به عنوان عکاس رسمی رادیو و تلویزیون ملی مشغول به کار بود.
عکاسی تئاتر در آن دوره بر خلاف امروز به عنوان یک شاخص یا گرایش خاص در عکاسی مطرح نبوده است. به معنای دیگر در آن دوره کسی را با عنوان کاری مشخص «عکاس تئاتر» نمی‌شناسیم بلکه اغلب، عکاس‌ها در میان انواع مختلف عکس‌هایی که می‌گرفته‌اند از تئاتر هم عکاسی کرده‌اند. کامران عدل هم از این قاعده کلی مستثنی نیست اما آنچه وجه تمایز عکس‌های تئاتر عدل قرار می‌گیرد این است که در واقع او را می‌توان اولین عکاس تئاترهای تلویزیونی در ایران برشمرد.
- عکاسی صنعتی

کامران عدل می‌گوید: من به شکل حرفه ای و سنگین کار عکاسی صنعتی هم داشتم به عنوان مثال من در شرکت هیدرو که یک شرکت نروژی است که در جنوب چاه نفت حفاری می‌کند تمام عکس‌های چاه نفت آنجا را گرفتم، یا در سال ۶۳–۶۲ که هنوز مترو در حد ابتدایی بود و برنامه‌های اولیه آن را می‌ریختند به داخل تونل‌های مترو می‌رفتم و کارهای عکاسی، آن را انجام می‌دادم به طوری که در جاهایی عمق تونل ۳متری را با عکاسی ۳۰۰متر نشان می‌دادم حتی یکسری عکاسی صنعتی در جنوب از بخش‌های جنگی داشتم، در هر حال تا آن زمانی که عکاسی صنعتی در جایگاه اصلی خود قرار داشته باشد و جنبه تبلیغاتی پیدا نکند با آن مخالف نیستم.

### مجموعه‌های عکاسی
۱۳۴۱–۱۳۴۴ مجموعه عکس‌های شهری پاریس
۱۳۴۴–۱۳۴۷ مجموعه عکس‌های مد پاریس
۱۳۴۶ مجموعه عکس‌های بازی‌های آسیایی تهران
۱۳۴۷–۱۳۵۳ مجموعه عکس‌های خبری - تیاتر -صحنه و … در تلویزیون ملی ایران
۱۳۴۷–۱۳۵۸ مجموعهٔ مراسم مذهبی ایران
۱۳۴۷–۱۳۵۸ مجموعهٔ بازارهای ایرانی
۱۳۵۱–۱۳۴۹ مجموعهٔ آرشیو ایران
۱۳۵۰ مجموعه عکس اسب‌های ایرانی برای انجمن سلطنتی اسب
۱۳۵۴ مجموعه عکس‌های کتابخانه بزرگ پهلوی
۱۳۵۴ مجموعهٔ فرش‌های ایران
۱۳۵۵–۱۳۵۴ مجموعهٔ عکس‌های ایران، کتاب خانهٔ پهلوی سابق
۱۳۵۶–۱۳۵۴ مجموعه اجرای نقش در کاشیکاری ایران
۱۳۵۴ مجموعه عکس از نقاشی‌های موزه هنرهای معاصر کرمان و رشت
۱۳۵۴ مجموعه عکس از پرونده‌های عکس اشیا موزه مادر رضا عباسی
۱۳۵۴–۱۳۵۶ مجموعهٔ یزد
۱۳۵۵ مجموعهٔ بوشهر
۱۳۵۵ مجموعهٔ چهارمحال و بختیاری
۱۳۵۶–۱۳۵۵ مجموعهٔ معماری معاصر ایران
۱۳۵۸ مجموعهٔ قم
۱۳۶۰–۱۳۶۷ مجموعه تهران (در دوران جنگ بانگاهی به زندگی مردم و کاریکاتورهای صدام روی دیوارها)
۱۳۶۷–۱۳۶۰ مجموعهٔ مجتمع فولاد اهواز
۱۳۶۲–۱۳۹۰ مجموعه عکس‌های معماری برای هیئت داوری معماری بنیاد آقاخان
۱۳۶۲–۱۳۸۹ مجموعه آفریقا عکس‌های اجتماعی با نگاهی زیبایی شناسانه
۱۳۶۳–۱۳۹۰ مجموعه عکس‌های معماری
۱۳۶۶–۱۳۶۵ مجموعه متروی تهران
۱۳۶۸–۱۳۶۴ مجموعهٔ تهران
۱۳۶۸ مجموعهٔ اصفهان
۱۳۶۹ مجموعهٔ شیراز
۱۳۷۰ مجموعهٔ ترکمن صحرا
۱۳۷۲ مجموعهٔ پاسارگاد، نقش رستم و تخت جمشید
۱۳۷۴ مجموعه عکس‌های مجلس شورای ملی بهارستان بعد از آتش‌سوزی و بازسازی
۱۳۷۵ مجموعهٔ شیشه‌های ایرانی
۱۳۷۶ مجموعه عکس‌های معماری مجمع اجلاس سران کشورهای اسلامی
۱۳۸۳ مجموعهٔ هندوستان. بنیاد فرهنگی آقاخان
۱۳۸۴ مجموعهٔ معماری کویت. بنیاد فرهنگی آقاخان"
۱۳۹۲ مجموعه تهران
عکاسی او در نمایشگاه‌ها و کتاب‌های مختلف به چاپ رسیده است.

## نمایشگاه‌ها
کامران عدل از سال ۱۳۴۹ تا ۱۳۸۴ روی مجموعه‌های زیادی نیز ازجمله معماری کویت، هندوستان، معماری معاصر ایران، بازارهای ایرانی، اجرای نقش در کاشیکاری ایران، فرش‌های ایران، مراسم مذهبی ایران، عکس‌های ایران، شیشه‌های ایرانی، پاسارگاد، نقش رستم و تخت‌جمشید، ترکمن‌صحرا، شیراز، اصفهان، تهران، قم، چهارمحال و بختیاری، بوشهر، یزد، متروی تهران و مجتمع فولاد اهواز کار کرده است که در نمایشگاه‌های انفرادی به نمایش گذاشته شده‌اند.
همچنین او از سال ۱۳۵۶ تا ۱۳۸۴ (۲۰۰۶–۱۹۷۷) در نمایشگاه‌های متعددی نیز در داخل و خارج از کشور شرکت کرده است. این نمایشگاه‌ها عبارت‌اند از:
- نمایشگاه واشینگتن 1977[۲۴]
- نمایشگاه کارت پستال‌های غیرعادی 1991[۲۵]
- نمایشگاه مفتول‌های آهنی در گالری برگ ۱۹۹۹
- نمایشگاه سیب زمینی‌های استامبولی در گالر (۱۹۹ی برگ8)[۲۶]
- نمایشگاه قوطی‌های کنسرو در گالری برگ ۲۰۰۰
- نمایشگاه یکی بود، یکی نبود گالری شیرین (اسفند۱۳۸۷)نمایشگاه عکس‌ها از مناظر طبیعی و دهات ایران متعلق به ۴۰ سال پیش
- نمایشگاه hallucination شیشه‌ها در گالری برگ 2001[۲۷]
- نمایشگاه نگاه موش‌های تهران گالری لاله سال ۲۰۰۲
- نمایشگاه گربه‌های ولگرذ تهران گالری الهه 2003[۲۸]
- نمایشگاه آفتاب ماه مرداد گالری اثر ۲۰۰۴
- نمایشگاه چیدمان باغ ایرانی اوست در باغ کاخ سعدآباد (فروردین ۱۳۸۴)2005[۲۹][۳۰]
- نمایشگاه مبل‌های بازارچه شهرستانی در نگارخانه شماره یک فرهنگسرای نیاوران در حمایت از بیماران نیازمند مبتلابه سرطان به کوشش مؤسسه خیریه بهنام دهش پور 2004[۳۱]
- نمایشگاه عکس‌های هندوستان در گالری ماه (فروردین 1384)2005[۳۲]
- نمایشگاه باغ شازده ماهان در گالری ماه که در چاپ تمبر مشترک ایران و اسپانیا ازاین عکس‌ها استفاده شد (بهمن 1384)2006[۳۳]
- نمایشگاه غمزه خاک در گالری خاک بهمن2007[۳۴]
- نمایشگاه نیم قرن حرکت در گالری آران 2008[۳۵]
- نمایشگاه عکس‌های معماری مهندس میر حسین موسوی در گالری فرهنگستان هنر ۲۰۰۸
- نمایشگاه یکی بود یکی نبود در گالری شیرین ۲۰۰۸
- نمایشگاه و حراج تک عکس‌ها در گالری شیرین 2009[۳۶]
- نمایشگاه از آسمان آبی تا دید دوم در گالری اعتماد ۲۰۱۰
- نمایشگاه دیالوگ، گالری ۹ در شهر تفلیس گرجستان ۲۰۱۱
- نمایشگاه آمال و آرزوهای نیامده و بر باد رفته در گالری اعتماد (۱۳۹۳)۲۰۱۴ به مناسبت شصتمین سالگرد حرفه ای شدن
- نمایشگاه عکس‌های شیراز
- نمایشگاه تفکر مستند[۳۷]
- نمایشگاه چهارمین اردیبهشت[۳۸]
- نمایشگاه اسنپ‌شات در موزه عکسخانه شهر 2013[۳۹]

## مقالات
- کامران عدل؛ عکاس زندگی/امید روحانی[۴۰]
- این گربه‌های ولگرد شهر[۴۱]
- بازدید از گالری‌ها به فرهنگ تبدیل نشده است[۴۲]
- روشن‌فکری، یک شغل است[۴۳]
- طنازی‌های یک عکاس رمانتیک/امید روحانی[۴۴]
- عکاسی به معنای دقیق و کامل کلمه دربارهٔ کامران عدل/امید روحانی[۴۵]
- جست‌وجویی سردرگم و محافظه‌کار در باب بازار هنرهای تجسمی[۴۶]
- افتخار می‌کنم چنین دوستی دارم/روزنامه اعتماد/دوشنبه ۱۶ بهمن ۱۳۹۶، شماره ۴۰۲۰[۴۷]
  - دربارهٔ محمد ابراهیم جعفری[۴۸]
- غمزهٔ خاک. نویسنده: کامران عدل/محل انتشار: مجله معمار ۴۲/نوع مقاله: علمی - ترویجی/زبان: فارسی/شماره: ۴۲/زمان انتشار: فروردین، اردیبهشت ۱۳۸۶
- مواجهه /روزنامه اعتماد/ شماره ۲۵۵۳، سه‌شنبه ۷ آذر ۱۳۹۱[۴۹]
- بسته شدن در نیوزویک-بیا سوته دلان گرد هم آییم /روزنامه اعتماد/شماره ۲۵۸۴، چهارشنبه ۱۳ دی ۱۳۹۱[۵۰]
- ناراحتی من فقط همین نیست /روزنامه اعتماد/شماره ۲۵۸۵، شنبه ۱۶ دی ۱۳۹۱[۵۱]
  - اما تو که به نانی رسیدی-پاسخ‌های طنزآمیز در یک گفت وگوی جدی با مدیرعامل شرکت کنترل و کیفیت هوای تهران /روزنامه اعتماد/سه‌شنبه ۱۹ دی ۱۳۹۱، شماره ۲۵۸۸[۵۲]
- پیدا کنید پرتقال فروش را. نویسنده:کامران عدل/محل انتشار: مجله معمار ۴۶ (ویژه جایزه معمار ۸۶)/نوع مقاله: علمی - ترویجی/زبان: فارسی/شماره: ۴۶/زمان انتشار: آذر، دی ۱۳۸۶
- ۵۲سال پیش، «مالی» /روزنامه شرق/دوشنبه ۲۵ دی ۱۳۹۱، شماره ۱۶۴۷[۵۳]
- گندش درآمد /روزنامه شرق/پنج‌شنبه ۱۰ اسفند ۱۳۹۱، شماره ۱۶۸۴[۵۴]
- ادامه «گندش درآمد» /روزنامه شرق/پنج‌شنبه ۱۷ اسفند ۱۳۹۱، شماره ۱۶۹۰[۵۵]
- گندش درآمد؛ آچار فرانسه /روزنامه شرق/یک‌شنبه ۱۸ فروردین ۱۳۹۲، شماره ۱۷۰۱[۵۶]
- حکایت بازگشت به ۶۰سال پیش /روزنامه شرق/یک‌شنبه ۱۵ اردیبهشت ۱۳۹۲، شماره ۱۷۲۴[۵۷]
- نقاشی‌های ایرانی در کاخ هنر گرجستان-حاشیه ای بر تصمیم گرجی‌ها پیرامون لغو روادید ایرانیان /روزنامه شرق/شماره ۱۷۸۵، پنج‌شنبه ۲۷ تیر ۱۳۹۲[۵۸]
- روزهای سرشار از دوستی- از کاخ‌های گرجی تا گالری «۹» /روزنامه شرق/شماره ۱۷۹۱، پنج‌شنبه ۳ مرداد ۱۳۹۲
- ویزا برای گرجستان -پروازهای مشهد مقدس /روزنامه شرق/پنج‌شنبه ۱۰ مرداد ۱۳۹۲، شماره ۱۷۹۶[۵۹]
- حسن یا حسین؟ این است، سؤال مهم (۱) /روزنامه شرق/ پنج‌شنبه ۱۱ مهر ۱۳۹۲، شماره ۱۸۴۸[۶۰]
- حسن یا حسین؟ /روزنامه شرق/یک‌شنبه ۱۴ مهر ۱۳۹۲، شماره ۱۸۵۰[۶۱]
- آیا احساس سوژه در عکس واقعی است؟ /روزنامه شرق/یک‌شنبه ۲۴ آذر ۱۳۹۲، شماره ۱۹۰۶[۶۲]
- ما ایرانیان /دربارهٔ «یوزایرانی» روی پیراهن فوتبالیست ها/روزنامه شرق/چهارشنبه ۷ اسفند ۱۳۹۲، شماره ۱۹۶۳[۶۳]
  - ۶۰ سال با دوربینی در دست /روزنامه اعتماد/پنج‌شنبه ۲۱ فروردین ۱۳۹۳، شماره ۲۹۳۲[۶۴]
- جلوگیری از گرانی فزاینده کرایه و دیگر چیزها /روزنامه شرق/دوشنبه ۱۵ اردیبهشت ۱۳۹۳، شماره ۲۰۰۸[۶۵]
- اندر باب آموزش موسیقی /روزنامه شرق/پنج‌شنبه ۲۶ تیر ۱۳۹۳، شماره ۲۰۶۷[۶۶]
- جنگ و پروپاگاند در جنگ‌های امروزی /روزنامه اعتماد/چهارشنبه ۱ مرداد ۱۳۹۳، شماره ۳۰۱۶[۶۷]
- بدون دوربین بدهکار خودم هستم /روزنامه اعتماد/سه‌شنبه ۱۸ شهریور ۱۳۹۳، شماره ۳۰۵۴[۶۸]
- آیا عکس سند است؟ /روزنامه شرق/چهارشنبه ۱۵ اردیبهشت ۱۳۹۵، شماره ۲۵۷۵[۶۹]
- پاسخ کامران عدل به یادداشت محسن راستانی دربارهٔ نمایشگاه عکس هدیه تهرانی/اما به خون جگر[۷۰]
  - موزه فقط زینت شهر نیست/دکتر فریدون مجلسی[۷۱]
- وقتی که عباس کیارستمی؛ «عباس کیارستمی شد» /روزنامه شرق/سه‌شنبه ۳ اسفند ۱۳۹۵، شماره ۲۸۰۹[۷۲]
- از آن «چروکی چیف» تا این «جیپ» /روزنامه ایران/شنبه ۱۷ تیر ۱۳۹۶، شماره ۶۵۳۷[۷۳]
- با جای خالی بزرگانمان چه کنیم… /روزنامه ایران/یک‌شنبه ۸ مرداد ۱۳۹۶، شماره ۶۵۵۵[۷۴]

## گفتگوها
- گفت و گو با کامران عدل به بهانه نمایشگاه ۵۰سال عکاسی: با حراج به سبک ایرونی مخالفم[۷۵]
- با کامران عدل به بهانه شصتمین سال عکاس شدنش /عکاسی و داستان «حسین کرد شبستری»[۷۶]
- پای صحبت‌های کامران عدل/ عکاسی، از مد تا جنگ[۷۷]
- عکاس و مطرب را در یک حد می‌دانستند[۷۸]
- کامران عدل: مُردن در ایران آسان‌تر از ساختن موزه و کتابخانه است!/ شهرداری می‌خواست چلچراغ خانه برادرم را بفروشد[۷۹]
- گفتگوی روزنامه شرق/کامران عدل از نمایشگاه «عکس تهران» می‌گوید[۸۰]
- گفتگوی مجله چمدان: ماجرای متن جنجالی کامران عدل دربارهٔ کاخ سعدآباد | دو سند برای یک کاخ | معاون حقوقی سازمان میراث: امیدواریم سند بنیاد مستضعفان ابطال شود[۸۱]
- گفتگوی هنر نیوز :کامران عدل معماری ایرانی را در گرجستان ثبت می‌کند[۸۲]
- گفتگوی مجله هنری آرتیبیشن با هنرمند عکاس کامران عدل/شایان شعبان[۸۳]
- گفتگوی روزنامه شرق باکامران عدل از نمایشگاه «عکس تهران» می‌گوید/سحر آزاد[۸۴]
- گفتگوی مجله ویستا/معرفی کامران عدل[۸۵]
- گفت وگوی روزنامه شرق با کامران عدل عکاس پیشگام ایرانی قهرمانان فتوشاپ شده‌ایم/پژمان موسوی[۸۶]
  - تبدیل خانه شاعر معاصر به کافه[۸۷]
- گفتگوی خبرنگار ایسنا: در نمایشگاه «یکی بود یکی نبود»، کامران عدل ایران ۴۰ سال پیش را به تصویر می‌کشد[۸۸][۸۹]
- گفت‌وگو با کامران عدل، عکس‌های مشروطه یادگاری بود[۹۰]
- روایت کامران عدل از ۶۰ سال عکاسی، عکاس «دست طلا»[۹۱]
- کامران عدل در آستانه نمایشگاه عکس‌هایش در تفلیس[۹۲]
- کامران عدل تک‌عکس‌هایش را به نگارخانه شیرین می‌برد[۹۳]
- کامران عدل برای خود تولد عکاسانه می‌گیرد/ رونمایی از عکس‌های دیده‌نشده دهه 40[۹۴]
- نمایشگاه عکس‌های «کامران عدل» در فرهنگسرای نیاوران[۹۵]
- عکس‌های هند کامران عدل[۹۶]

## کارگاه‌ها
- کارگاه با عنوان «شش دهه عکاسی»، علاوه بر گفت‌وگو با کامران عدل دربارهٔ عکس‌ها و جهان زیسته‌اش، نمایشگاهی از آثارش نیز دایر شد[۹۷]
- کارگاه عکاسی کامران عدل | موزه عکسخانه شهر با موضوع نقد عکس[۹۸]

## نشریات دیجیتالی
- وب سایت‌های او:
- http://www.kamranadle.com/index1.htm
- http://www.iranmoa.com
- http://www.iranjoa.com
- http://www.iranjoart.com
- http://www.iranjop.co[۹۹]
- ۱۳۸۰ ماهانهٔ عکاسی ایران روی اینترنت
- ۱۳۸۰ ماهانهٔ هنر ایران روی اینترنت
- ۱۳۸۳ ماهانهٔ معماری ایران، بر روی اینترنت و سی دی

## جوایز و تقدیر نامه‌ها
- مدال قلب تهران

کامران عدل که اهل منطقه ۱۲ تهران است و در طول چند دهه فعالیت حرفه ای عکاسی از شهر تهران و از جمله منطقه ۱۲ تهران در دوره‌های مختلف زمانی عکاسی کرده است، در نخستین جایزه هنری «قلب تهران» از وی تجلیل شد و مدال قلب تهران به وی اهدا شد. نخستین جایزه هنری قلب تهران به مناسبت دویست و سی امین سال پایتختی تهران برگزار شد و هدف از این رویداد فرهنگی، هنری ایجاد انگیزه برای تولید معنا و مفهوم توسط علاقه مندان و هنرمندانی است که نسبت به موضوع شهر تاریخی تهران، شهرنشینی و ویژگی‌های این کلان‌شهر با تمرکز بر محدوده منطقه دوازده شهرداری گرایش دارند. آثار نهایی، حاصل کار هنرمندانی است که از منظر رویکرد فردی خویش به ویژگی‌های منحصر بفرد روابط متقابل انسان و محیط شهری، جاذبه‌های تاریخی، فرهنگی و اجتماعی تهران معاصر و آثار عهد ناصری پرداخته‌اند.
- لوح تقدیر

به پاس یک عمر تلاش وی در مراسم اختتامیه جشنواره عکاسی از بناهای تاریخی شهر تهران با عنوان «طهران پیک» از سوی مدیریت فرهنگی هنری منطقه ۱۲ فرهنگسرای شهر در مردادماه ۱۳۹۲ به ایشان اهدا شد

## بزرگداشت‌ها
- تجلیل از ۱۰ عکاس پیشکسوت در موزه امام علی (ع)[۱۰۲]

## رویدادها
نمایش ۲۴ اثر عکس اهدایی کامران عدل به مؤسسه خیریه بهنام دهش پور در سال ۱۳۸۸ اهدا شده بود در تاریخ نهم اسفند ۱۳۹۳ تا شانزدهم اسفند ماه در گالری بهنام دهش پور به نمایش درآمد.